# توب إليفين فوتبول مانيجر
توب إليفين فوتبال مانجر هي لعبة محاكاة مدرب كرة القدم على الإنترنت والتي طرحتها شركة نورديوس في أيار / مايو 2010، ومتاحة في كل من متجري جوجل بلاي والآب ستور.
اللعبة متوفرة على الفيس بوك و هذا يسمح لللاعبين العب ضد أصدقائهم. ترتكز اللعبة على مفاهيم اللعب التي وجدت من قبل في الألعاب الرياضية التفاعلية  كفوتبول مانجر وبريميير مانجر التابعة لألكترونيك آرتس التي تمكنت من الدخول للملايين من عشاق كرة القدم. تمكنت توب إليفين فوتبال مانجر من نقل الشكل والمظهر من تطبيقات سطح المكتب إلى الفيس بوك. أصبحت اللعبة متاحة في تشرين الثاني / نوفمبر 2011 على أجهزة الأندرويد وآي أو إس بعد عامين من إطلاقها على الفيس بوك، تم أطلاقها على واحدة من أكبر الشبكات الاجتماعية الروسية، Odnoklassniki.
ووفقاً لإحصاءات الفيس بوك فأن هناك أكثر من 15 مليون مستخدم شهرياً في عام 2014. في عام 2013، قدمت نورديوس جوزيه مورينيو كوجه اللعبة الرسمي. ومنذ ذلك الحين يمكن للاعبين تحدي مورينيو في اللعبة والحصول على بعض النصائح منه. في 16 أيار / مايو 2017 أعلنت ستوك بأن توب إليفين، سوف تكون الراعي الرسمي للنادي في 2017-18.

## وصلات خارجية
- موقع اللعبة الرسمي نسخة محفوظة 2 أغسطس 2020 على موقع واي باك مشين. نسخة محفوظة 2 أغسطس 2020 على موقع واي باك مشين.
- موقع الشركة الرسمي
- الموقع الرسمي للعبة
- توب إليفين فوتبال مانجر للأندرويد
- توب إليفين فوتبال مانجر ios
- توب إليفين فوتبال مانجر فكونتاكتي